# 笠井一郎
笠井 一郎（かさい いちろう）は、日本の建築家。笠井一郎建築事務所主宰。神奈川県生まれ。

## 経歴
- 1990年 日本大学理工学部建築学科卒業。
- 1990年～1995年 大手建設会社設計部門勤務。その後、約1年間海外建築視察を行う。
- 2001年 笠井一郎建築事務所設立、現在に至る。

## その他
- 学生時代から建築デザイン分野で受賞歴がある。

## 主な作品
- UE-HOUSE
- KL-HOUSE
- KM-building